# 泡滑竹
泡滑竹（学名：Yushania mitis）为禾本科玉山竹属下的一个种。

## 扩展阅读
- 維基物種上的相關：泡滑竹